# Окраїнне море

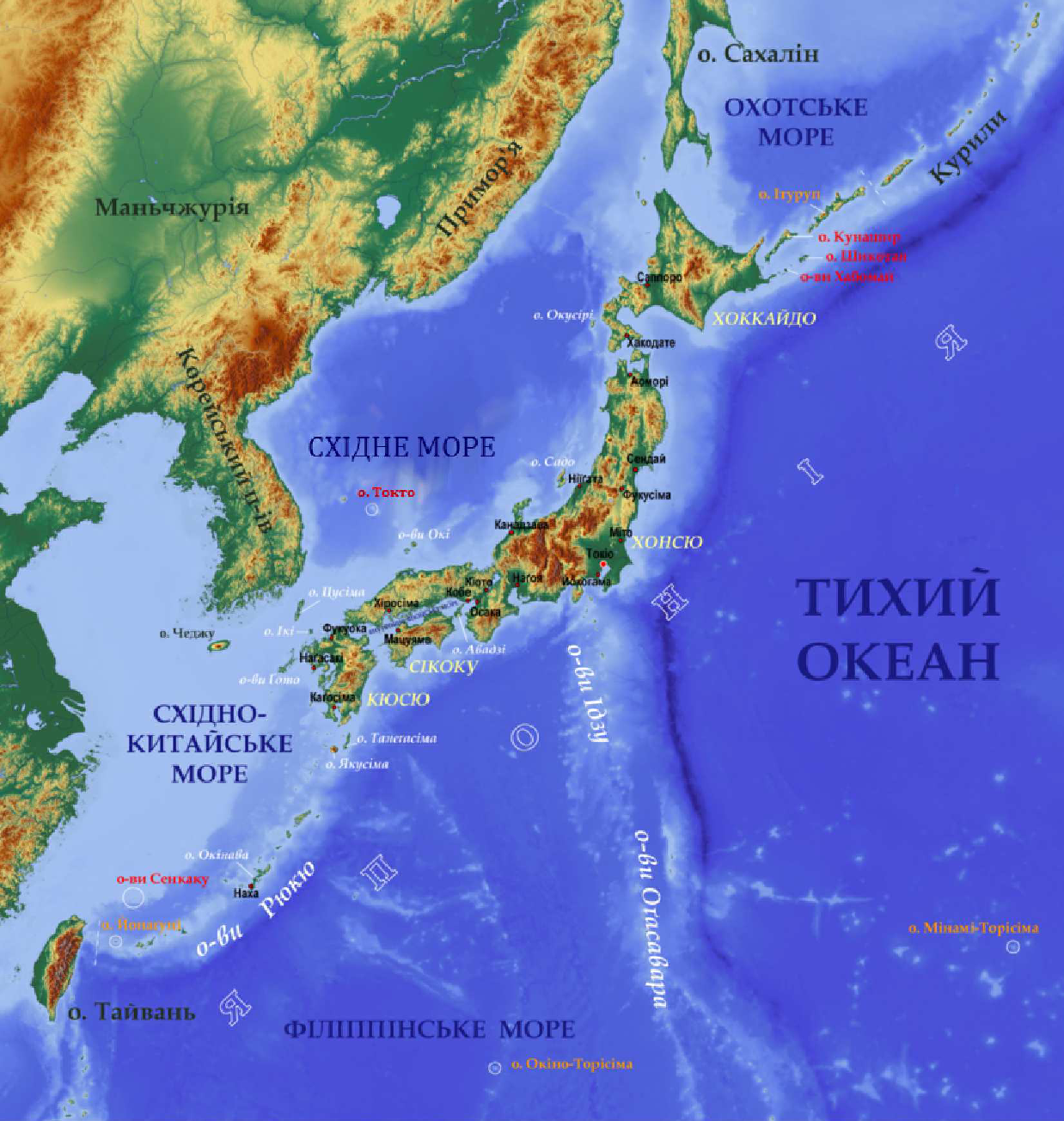
Приклад окраїнного моря

Окра́їнне мо́ре — море, що прилягає до континенту, відокремлене від океану півостровами або островами. Звичайно окраїнні моря лежать на шельфі.
Прикладами таких морів є Охотське та Японське моря.
На відміну від внутрішніх морів, окраїнним морям притаманні океанські течії, що виникають завдяки океанічним вітрам. Велика кількість окраїнних морів відокремлена від океану острівними дугами, що виникають при зіткненні двох океанських або океанської та континентальної тектонічних плит.